# Caquetá
Caquetá – departament Kolumbii. Leży na południu tego kraju. Jego stolicą jest miasto Florencia. 20 czerwca 1996 roku gubernator departamentu Jesús Ángel González Arias został zamordowany przez Rewolucyjne Siły Zbrojne Kolumbii – Armię Ludową (FARC-EP).

## Gminy
1. Albania
2. Belén de Andaquies
3. Cartagena del Chairá
4. Curillo
5. El Doncello
6. El Paujíl
7. Florencia
8. La Montañita
9. Milán
10. Morelia
11. Puerto Rico
12. San José del Fragua
13. San Vicente del Caguán
14. Solano
15. Solita
16. Valparaíso